# Luigi Longo

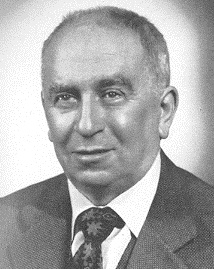
Luigi Longo

Luigi Longo (* 15. März 1900 in Fubine Monferrato, Provinz Alessandria; † 16. Oktober 1980 in Rom), bekannt unter seinem Kampfnamen Gallo, war ein italienischer Politiker und Generalsekretär der PCI von 1964 bis 1972.

## Leben

### Frühe Politische Tätigkeit
Longo war Sohn eines piemontesischen Kleinbauern und engagierte sich als Student am Polytechnikum von Turin ab 1919 in der Jugendorganisation des PSI für politische Propaganda aus marxistischer Perspektive. Als regelmäßiger Besucher der Büros von L’Ordine Nuovo, der von Antonio Gramsci gegründeten Zeitung, erhielt er Kontakt zu Antonio Gramsci und Palmiro Togliatti. Beim Parteitag des PSI 1921 in Livorno war er einer der maßgeblichen Anstifter der Spaltung der Partei, als die Unterstützer der leninistischen Linie den PCI gründeten. Neben Togliatti, Gramsci und anderen wurde Longo schnell eine der führenden Persönlichkeiten im neuen PCI.
Als Benito Mussolini 1922 sein faschistisches Regime in Italien etablierte, engagierte sich Longo. Er war ein glühender Antifaschist. 1925 wurde er kurzzeitig verhaftet und emigrierte 1926 vor einer Verhaftungswelle nach Frankreich, wo er einer der wichtigsten Persönlichkeiten des PCI wurde. Im gleichen Jahr war er Mitglied der Delegation zum Kongress der Dritten Internationale in Moskau. Mehrmals reiste er in den Folgejahren nach Moskau, wo er auch Stalin und andere Mitglieder der sowjetischen Führung kennenlernte. 1926 gehörte er dem Zentralkomitee seiner Partei als Mitglied an und rückt bereits 1931 in das Politbüro auf. 1933 wurde er Mitglied der politischen Kommission der Komintern. Getreu der neuen Volksfrontstrategie der Komintern 1934 unterzeichnete er eine Erklärung von PCI und PSI zu gemeinsamen Widerstandsaktionen.

### Spanischer Bürgerkrieg und Zweiter Weltkrieg
Im Spanischen Bürgerkrieg befehligte Luigi Longo eine kommunistische Einheit bei der Schlacht von Madrid vor dem Eintreffen der XI. Internationalen Brigade in Madrid am 8. November 1936. Unter seinem Kommando versuchten zwei kommunistische Bataillone und eine Batterie mit 105-Millimeter-Vickers-Feldgeschützen die Nationalisten vor den Toren Madrids aufzuhalten. Als Inspekteur der Internationalen Brigaden unter Randolfo Pacciardi in den Republikanischen Truppen nahm Longo hierauf weiter am Spanischen Bürgerkrieg teil. Zu jener Zeit erhielt er den Kampfnamen Gallo. Nach der Niederlage der Spanischen Republik gegen Francisco Franco ging Longo nach Frankreich.
Nach Ausbruch des Zweiten Weltkrieges wurde Longo verhaftet und im Sammel- und Deportationslager Le Vernet von 1939 bis 1941 interniert. 1941 wurde er den faschistischen italienischen Behörden ausgeliefert und nach Ventotene in Süditalien deportiert. Nach der Verhaftung von Mussolini am 25. Juli 1943 wurde Longo freigelassen und übernahm das Kommando über die Garibaldi-Brigaden, die kommunistischen Kräfte innerhalb der italienischen Resistenza. Seine Partisanengruppe operierte im Raum Rom. Später wurde er zum Vizekommandeur der „Gruppo volontari per la libertà“ (= Gruppe der Freiwilligen für die Freiheit) und ein enger Mitarbeiter von Ferruccio Parri. Im April 1945 wurde Longo eine der führenden Persönlichkeiten, die den Aufstand gegen die von Faschisten beherrschte Italienische Sozialrepublik im von den Nationalsozialisten besetzten Norditalien organisierten. Er war mit seiner Partisanengruppe maßgeblich für das Aufspüren des untergetauchten Benito Mussolini verantwortlich, der erschossen und an den Beinen aufgehängt wurde. Quellen zur Folge soll Longo an der Erschießung Mussolinis beteiligt gewesen sein. Die genauen Umstände der Erschießung Mussolinis und seiner Geliebten Clara Petacci sind nach wie vor umstritten.

### Nach dem Zweiten Weltkrieg
Nach dem Krieg war er Mitglied des Nationalkongresses und 1946 wurde er in die verfassunggebende Versammlung, die Konstituante, gewählt. Anschließend wurde er in die Camera dei Deputati (= Abgeordnetenkammer, einer der beiden Kammern des italienischen Parlaments) gewählt und über die Liste des PCI wiedergewählt und blieb zweiter Mann in seiner Partei hinter Palmiro Togliatti. Nach dem Tod Togliattis 1964 wurde Longo Generalsekretär des PCI. Bei seiner Wahl erklärte er, dass er „Sekretär, nicht Chef“ sei. In dieser Rolle verfolgte er Togliattis Linie, die als „italienischer Weg zum Sozialismus“ bekannt wurde und in der die Verbindungen zwischen der Kommunistischen Partei Italiens und der Sowjetunion distanzierter wurden. Longo war Gegner der Intervention der Warschauer Paktstaaten zur Liquidierung des Prager Frühlings 1968. Auf die Neue Linke, die sich 1968 etablierte, reagierte er ohne Feindschaft. Er war einer der meistgefragten Redner des PCI beim Umgang mit den neuen Aktivisten, obwohl er ihre Exzesse nicht stillschweigend duldete.
Longo war einer der Ersten, der die Fähigkeiten Enrico Berlinguers erkannte, und als er 1972 wegen seiner angegriffenen Gesundheit von seinem Amt als Generalsekretär zurücktrat, unterstützte er Berlinguer als seinen Nachfolger. Von da an bis zu seinem Tod 1980 war er Ehrenvorsitzender des PCI. Er unterstützte den Reformkurs Berlinguers der „Einheit in der Vielfalt“ und der Distanzierung vom sowjetischen Interventionsmodell. In seiner Funktion als Ehrenvorsitzender erklärte er jedoch später seine Gegnerschaft zum Kurs der „nationalen Solidarität“, den der PCI später im Rahmen des compromesso storico (= „Historischer Kompromiss“) einschlug.
1947 veröffentlichte er ein Buch unter dem Titel Ein Volk im Maquis.